# Psorospermum
Psorospermum är ett släkte av johannesörtsväxter. Psorospermum ingår i familjen johannesörtsväxter.

## Dottertaxa tillPsorospermum, i alfabetisk ordning[1]
- Psorospermum alternifolium
- Psorospermum amplifolium
- Psorospermum androsaemifolium
- Psorospermum atrorufum
- Psorospermum aurantiacum
- Psorospermum axillare
- Psorospermum baumii
- Psorospermum brachypodum
- Psorospermum bullatum
- Psorospermum cerasifolium
- Psorospermum chionanthifolium
- Psorospermum cornifolium
- Psorospermum corymbiferum
- Psorospermum crenatum
- Psorospermum densipunctatum
- Psorospermum fanerana
- Psorospermum febrifugum
- Psorospermum ferrovestitum
- Psorospermum glaberrimum
- Psorospermum humile
- Psorospermum lamianum
- Psorospermum lanatum
- Psorospermum lanceolatum
- Psorospermum malifolium
- Psorospermum mechowii
- Psorospermum membranaceum
- Psorospermum membranifolium
- Psorospermum molluscum
- Psorospermum nanum
- Psorospermum nervosum
- Psorospermum populifolium
- Psorospermum revolutum
- Psorospermum rienanense
- Psorospermum rubrifolium
- Psorospermum sambiranense
- Psorospermum senegalense
- Psorospermum sexlineatum
- Psorospermum staudtii
- Psorospermum stenophyllum
- Psorospermum tenuifolium
- Psorospermum trichophyllum
- Psorospermum versicolor